# Немецкая евангелическо-лютеранская церковь Украины
Немецкая евангелическо-лютеранская церковь Украины (НЕЛЦУ) — лютеранская церковь Украины. Учреждена в 1992 году. НЕЛЦУ является правопреемником Евангелическо-лютеранской церкви Российской Империи. Объединение придерживается традиций немецкого лютеранства, ядро большинства церковных общин представляют этнические немцы, но членами церкви также являются представители других национальностей. Учреждена в 1992 году и официально зарегистрирована в 1993 году. До 2015 года основным партнером НЕЛЦУ была Евангелическо-лютеранская церковь Баварии.
На конец 2021 года существует два объединения общин НЕЛЦУ. Основная группа из 16 общин избрала руководителем церкви епископа Павла Шварца, который согласно государственному реестру является руководителем НЕЛЦУ. Это признано Всемирной лютеранской федерацией и Министерством культуры Украины. В 2021 к этой группе присоединилось 6 лютеранских и реформатских общин, до этого по разным причинам не входивших в объединение. Остальные 5 общин НЕЛЦУ (Днепр, Луцк, Львов, Херсон, Лозовая) продолжают считать руководителем церкви Сергея Машевского.

## Предыстория
Лютеранство на территорию современной Украины проникло с территории Польши и Литвы в эпоху Реформации и получило распространение в основном среди немецких поселенцев. Присутствие лютеран оставалось незначительным до XVIII, когда императрица Елизавета Петровна санкционировала переселение немцев на Украину.
В 1767 году состоялось первое лютеранское богослужение в Киеве. В 1785 году для этими общинами была образована Одесская городская консистория. В 1832 году она была ликвидирована, а лютеранские и реформатские общины в Харьковской губернии были присоединены к Московскому консисториальному округу, а общины в Волынской, Киевской, Екатеринославской, Херсонской, Бессарабской и Таврической губерний — к Санкт-Петербургскому консисториальному округу Евангелическо-лютеранской церкви Российской Империи. Кроме немцев, в лютеранские общины входили эстонцы, латыши и шведы, которые также переселились на Украину в XVIII—XIX веках. Церковь номинально возглавлялась императором и находилась в легальном и относительно привилегированном положении. В XIX веке построено большинство исторических лютеранских кирх Украины.
В XX веке лютеран на территории Российской империи ждали тяжелые испытания. Начало Первой Мировой войны вызвало рост антинемецких настроений, несмотря на то, что лютеранская церковь заявила о своей полной лояльности государству. Была ограничена деятельность молодежных и благотворительных организаций церкви и даже использование немецкого языка. Особенно пострадали в этот период лютеранские пастора. Из числа около 500 духовных лиц, 84 были репрессированы, из которых 30 сосланы в Сибирь.
В 1926 году в СССР начались масштабные репрессии против лютеранской церкви. К 1937 году на территории СССР не осталось ни одного лютеранского пастора: они либо были вынуждены эмигрировать, либо были репрессированы. Единственная теологическая школа в Российской империи, Дерптский университет, оказалась на территории Эстонии. Все церковные здания были национализированы и отданы под другие нужды. В этих условиях «церковные» лютеранские общины фактически прекратили своё существование. Окончательно они были ликвидированы после депортации немцев 1941 года.

## Возрождение НЕЛЦУ
Несмотря на полную дезорганизацию официальной церковной жизни, часть депортированных немцев-лютеран сохранили веру. Большую роль в этом сыграли традиции братских общин, которые привыкли существовать без постоянного пастора и самостоятельно строить церковную жизнь. Перестройка открыла возможности для переселения немцев из мест депортации на территорию Украины. Ещё более активизировался этот процесс с получением Украиной независимости. В Крупных городах и местах компактного поселения немцев начали возникать лютеранские общины, часто на базе немецких обществ.
В 1992 году при поддержке Союза Мартина Лютера началось возрождение структуры лютеранской церкви на Украине. Лютеранские общины Киева, Одессы, Львова и Днепра приняли решение о создании Немецкой евангелическо-лютеранской церкви Украины. Первым президентом синода стал Юрий Шеффер, а суперинтендентом Виктор Грефенштейн, выходец из братской лютеранской общины в городе Талдыкорган, Казахстан. НЕЛЦУ вошла в состав Евангелическо-лютеранской церкви в России и других государствах (ЕЛКРАС) на правах автономной церкви. К 1995 году к НЕЛЦУ присоединились ещё 22 общины. В церквях проходили массовые крещения и конфирмации, но также активно проходил процесс эмиграции членов НЕЛЦУ в Германию.
Архиепископ ЕЛКРАС Георг Кречмар настаивал на введении женской ординации на Украине. Это стало причиной конфликта с суперинтендентом Виктором Грефенштейном. В 1995 году Грефенштейн заявил о выходе из состава ЕЛКРАС и сложил с себя полномочия суперинтенедента. За ним последовала части общин Одессы, Николаева и Ялты, позже зарегистрированные как Братские евангелическо-лютеранские церкви. Совместно с другими общинами братской традиции они образовали объединение, которое позже стало Синодом евангелическо-лютеранских церквей Украины.
Несмотря на раскол, церковь продолжила развиваться. VII Cинод НЕЛЦУ, проходивший в сентябре 2000 году в Одессе принял два важных для церкви решения. Делегаты Синода проголосовали против женской ординации в НЕЛЦУ и за то, чтобы оставить слово "Немецкая" в названии объединения.
В 2000 году Теологическую семинарию ЕЛКРАС в Новосаратовке окончил первый украинский выпускник. В 2001 году состоялась первая смена христианского лагеря «Глория». В 2008 году в общение с НЕЛЦУ вошла община «Спасение» в городе Шостка и группа выходцев из евангельских церквей Киева, члены которых не являлись немцами. Спустя два года община Шостки стала полноправным членом НЕЛЦУ.
В 2010 году была вновь открыта возрожденная Лютеранская церковь Святого Павла в Одессе, закрытая в 1927 году и разрушенная пожаром 1976 года. Реконструкция обошлась в 7 миллионов евро, 2/3 из которых были предоставлены ЕЛЦ Баварии, остальная часть — земельным правительством Баварии, Федеральным правительством Германии и частными лицами.
В 2012 году открылась Международная библейская школа в селе Петродолинское. К 2013 году НЕЛЦУ насчитывала 29 общин.

## Церковь во время политического кризиса на Украине
1 ноября 2013 года НЕЛЦУ выпустила заявление о недопустимости эскалации насилия и необходимости расследования применения силы против мирных демонстрантов.
Киевская церковь Святой Екатерины на улице Лютеранской находится в непосредственной близости от здания Администрации президента Украины и оказалась в эпицентре событий Евромайдана. В задании церкви получали помощь, как раненые участники протестов, так и представители правоохранительных органов. Пастор общины Ральф Хаска стал известен 9 ноября 2013 года, когда стал между участниками конфликта, чтобы предотвратить насилие. 19 февраля 2014 года он был ранен резиновой пулей. За свои миротворческие усилия, защиту права на мирный протест, а также помощь населению, пострадавшему от конфликта на Донбассе Ральф Хаска был награждён президентом ФРГ Франком-Вальтером Штайнмайером федеральный крест за заслуги.
Также 19 февраля 2014 года на мирной демонстрации в поддержку мирного протеста на Майдане возле Одесской областной администрации противниками был избит пастор одесской Общины Святого Павла Андрей Гамбург.
Семь общин НЕЛЦУ находились на территории Крымского полуострова в 2014 году. Общины изъявили желание остаться в общении с НЕЛЦУ, но впоследствии это стало невозможно. Крымские общины НЕЛЦУ и три братские общины образовали новое Крымское пробство в составе Евангелическо-лютеранской церкви Европейской части России, пройдя регистрацию по российскому законодательству.

## Партнерские церкви и организации
Большую роль в возрождении НЕЛЦУ сыграла Евангелическо-лютеранская церковь Баварии. Баварская церковь финансово поддерживала общины, помогала в восстановлении исторических церквей, в том числе Лютеранской церкви Святого Павла и постройке новых церковных зданий. Также ЕЛЦБ направляла и поддерживала пасторов и других служителей НЕЛЦУ, поддерживала социальные и иные проекты. В 2015 году в результате деятельности епископа Сергея Машевского официальное партнерство было прекращено. Лишь в 2019 году представитель баварской церкви посетил введение в должность нового епископа Павла Шварца. Партнерами НЕЛЦУ также являются базирующиеся в Баварии фонды Союз Мартина Лютера и Общество Мартина Лютера.
С 2014 года НЕЛЦУ, как независимая национальная церковь, входит в Союз Евангелическо-лютеранских церквей вместе с ЕЛЦ Европейской части России, ЕЛЦ Урала, Сибири и Дальнего Востока, ЕЛЦ Казахстана, ЕЛЦ Узбекистана, ЕЛЦ Кыргызстана и ЕЛЦ Грузии и Южного Кавказа. Союз ЕЛЦ заменил Евангелическо-лютеранскую церковь в России и других государствах (ELKRAS), которая, в свою очередь, являлась преемницей НЕЛЦ СССР. Союз имеет общую семинарии, информационные издания, профильные комиссии. Епископы церквей Союза ЕЛЦ образует епископский совет, который один раз в два года избирает из свое числа главу. На начало 2020 года главой епископского совета является епископ ЕЛЦ УСДВ Александр Шайерманн. Как член Союза ЕЛЦ, НЕЛЦУ входит во Всемирную лютеранскую федерацию и Сообщество протестантских церквей Европы. В 2019 году Синод НЕЛЦУ принял решение о вступлении в Конференцию европейских церквей.
Немецкая евангелическо-лютеранская церковь Украины активно сотрудничает с Евангелическо-Аугсбургской церковью Польши. Новый епископ Павел Шварц окончил Евангелическую теологическую академию в Варшаве. Социальные и образовательные проекты реализуются при поддержке Центра миссии и евангелизации в польском Дзингелове и академии Interdiac.
В 2019 году состоялся визит епископа Североамериканской лютеранской церкви в Украину, что положило начало партнерству в образовательных проектах с НЕЛЦУ.
Группа, поддерживающая бывшего епископа Сергея Машевского сотрудничает с отделом внешней миссии Лютеранской церкви — Миссури Синод.

## Исторические храмы
- Лютеранская церковь Святого Павла (Одесса)
- Лютеранская церковь Святой Екатерины (Киев)
- Лютеранская церковь Святой Екатерины (Днепр)
- Лютеранская церковь Христа Спасителя (Николаев)
- Лютеранская церковь Христа Спасителя (Бердянск)

## Епископы
- Виктор Грефенштейн (1992—1995)
- Вальтер Клингер (1995—1997)
- Герд Зандер (1997—1999)
- Эдмунд Ратц (1999—2005)
- Георг Гюнч (2005—2008)
- Уланд Шпалингер (2008—2014)
- Сергей Машевский (2014—2018, 2018—Август 2021 — руководитель епископата НЕЛЦУ)[2][30][31]
- Павел Шварц (2018 — настоящее время)[31]

## Известные члены НЕЛЦУ
- Эдмунд Ратц — епископ НЕЛЦУ, архиепископ ELKRAS